# Witte Huis
La Witte Huis (ˌʋɪtə ˈɦœys), literalmente Casa Blanca, es un edificio y monumento nacional situado en Róterdam (Países Bajos). Fue construido en 1898 en estilo modernista. Tiene 43 metros de altura y 10 plantas, y fue el edificio más alto de Europa cuando se construyó. Fue el primer hoogbouw (rascacielos) de Europa. Está catalogado como un rijksmonument. Es un Rijksmonument (monumento nacional) y también está en la lista del Patrimonio de la Humanidad de la Unesco.

## Historia
El arquitecto Willem Molenbroek diseñó el edificio con diez plantas, en aquel momento una altura sin precedentes en Europa. La parcela de Wijnhaven 3 está a solo un metro por encima del nivel del mar y los escépticos afirmaban que el suelo blando de Róterdam no podría soportar el peso del edificio, por lo que antes de la construcción se introdujeron en el terreno 1000 pilotes. 
El edificio está construido con hierro, acero y cemento, y contiene dos gruesas paredes interiores que aumentan la resistencia del edificio. A diferencia de muchos otros edificios de la época, no se usó madera como material de construcción debido al miedo a un incendio. El edificio costó 127 900 florines.
También fue uno de los pocos edificios del centro de Róterdam que sobrevivieron al bombardeo de Róterdam de la Segunda Guerra Mundial.
En 2013 abrió en la planta baja el Grand Café Het Witte Huis.

## Galería

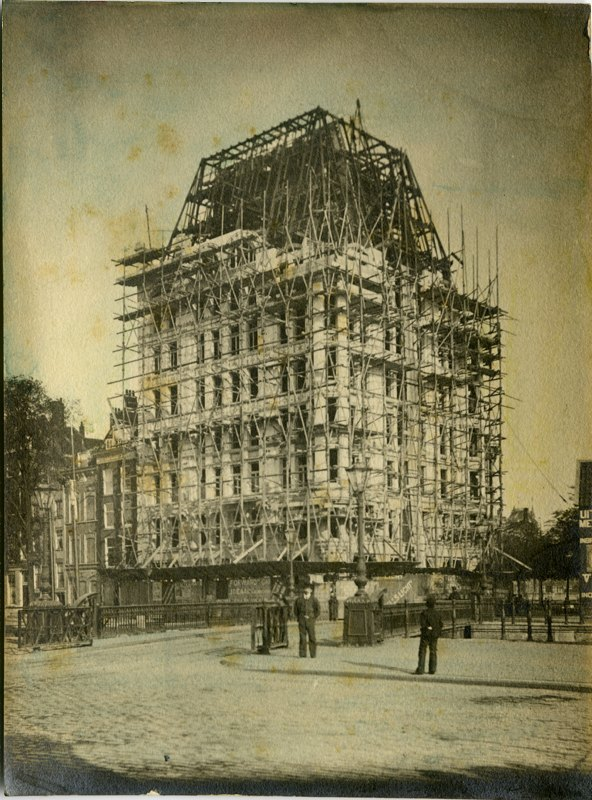
Construcción, años 1890
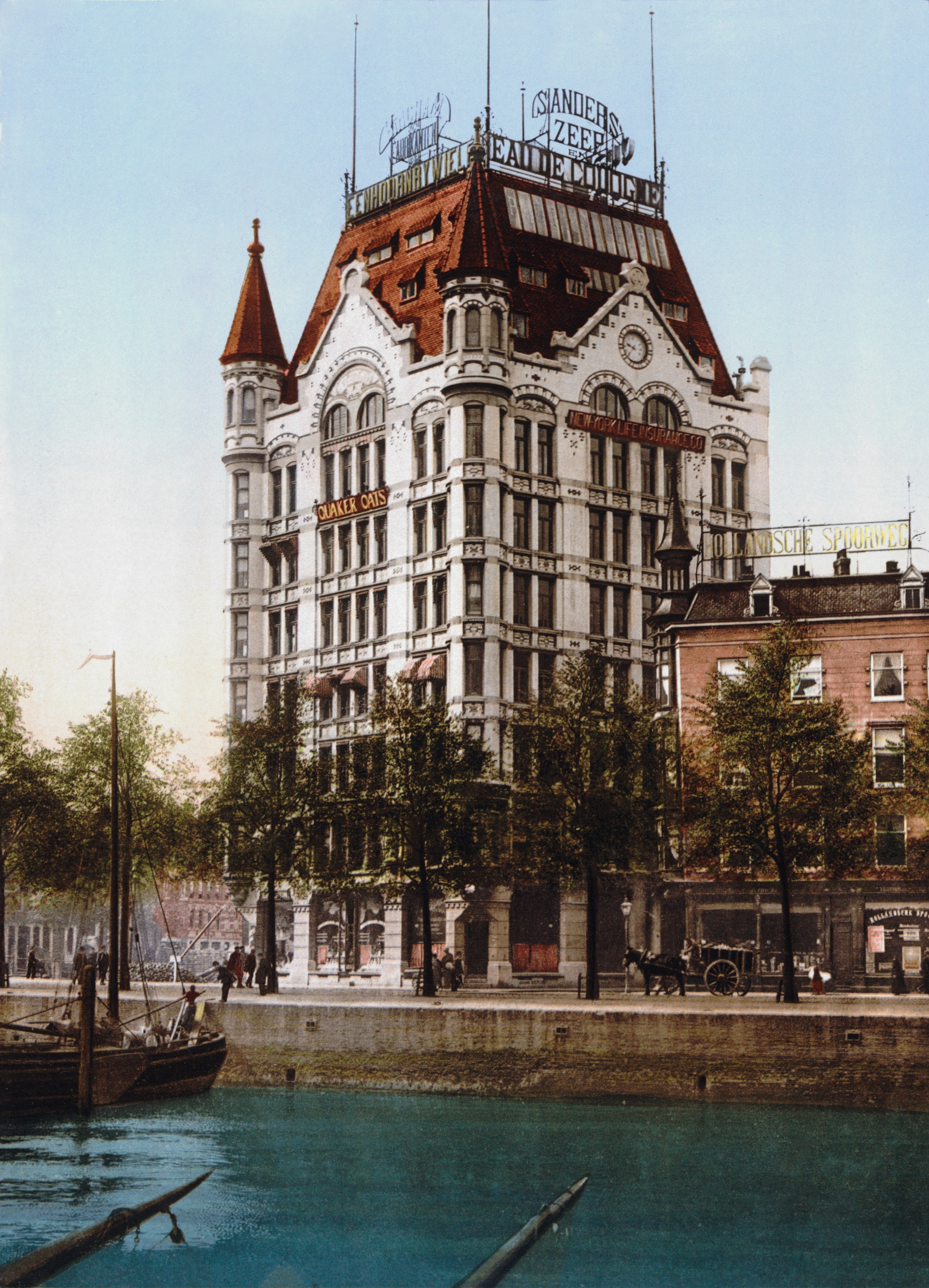
La Witte Huis en 1900
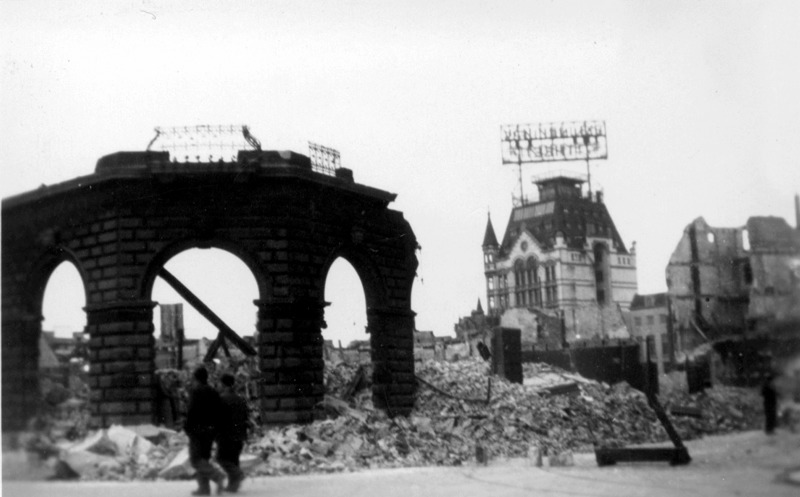
Entre las ruinas de la Segunda Guerra Mundial
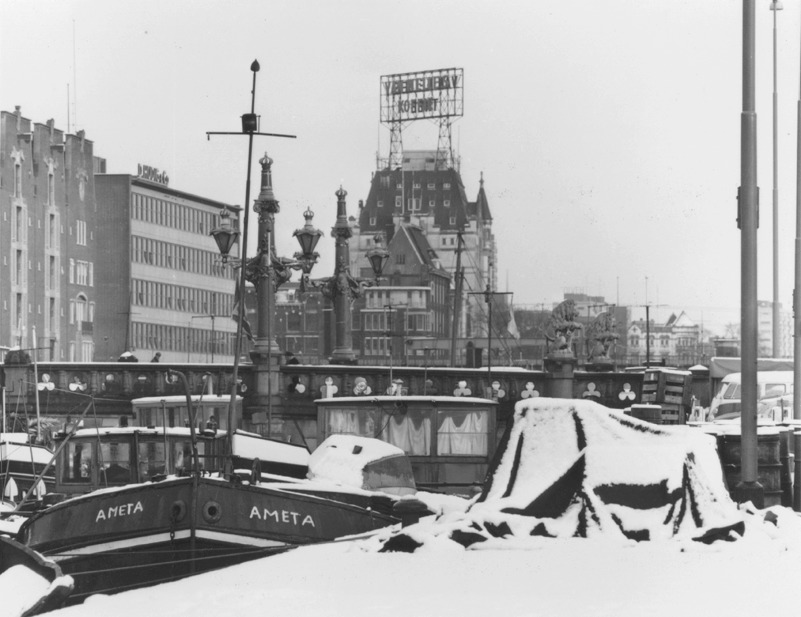
Nevada en los años 1960
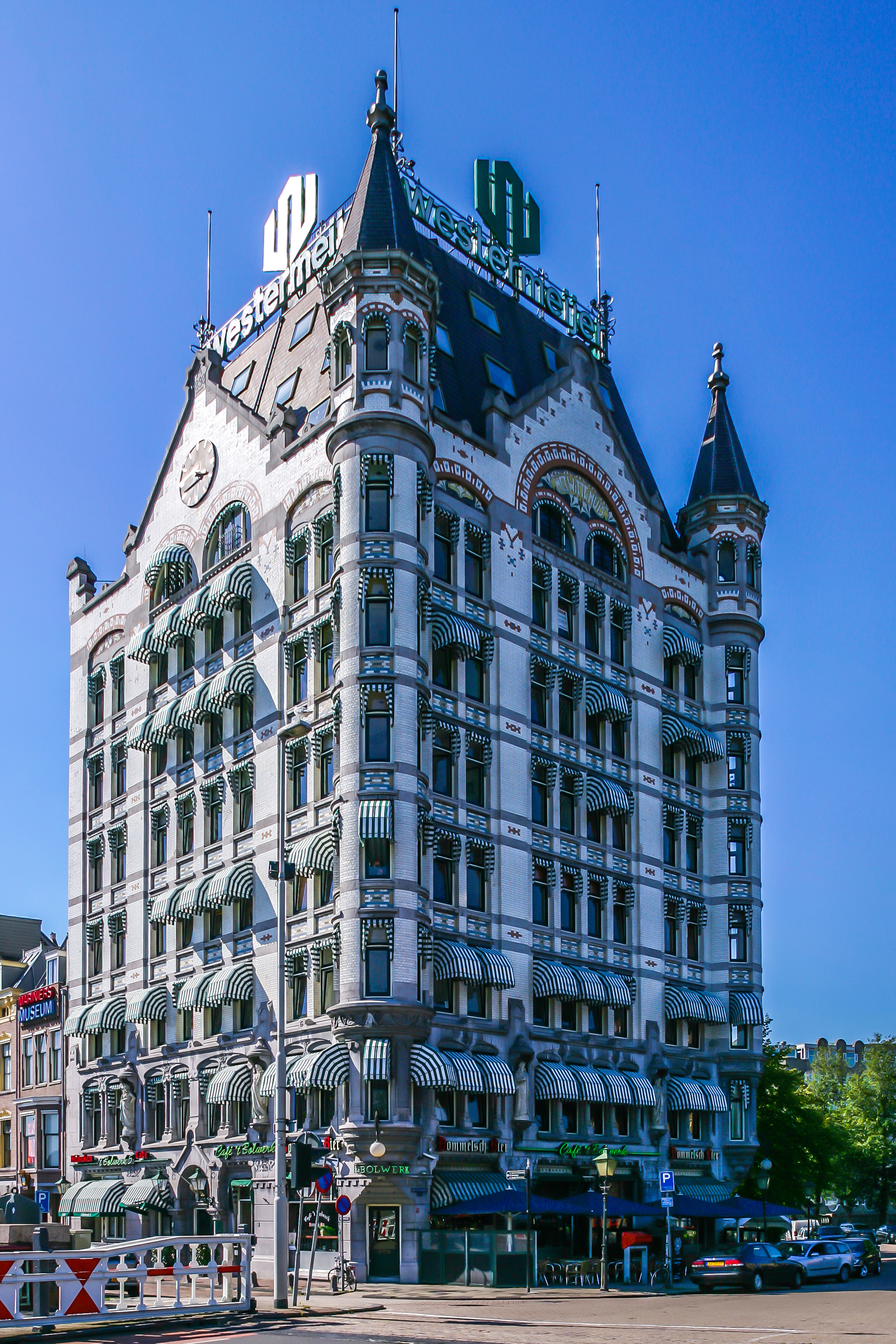
La torre en la actualidad